# Длина когерентности сверхпроводника
Длина когерентности сверхпроводника — характерная длина, на которой волновая функция (параметр порядка) сверхпроводника существенно меняется. Обычно длина когерентности обозначается {\displaystyle \xi }. Вместе с лондоновской глубиной проникновения она составляет пару основных характеристик сверхпроводника при макроскопическом феноменологическом описании.
В рамках теории Гинзбурга — Ландау длина когерентности определяется как
{\displaystyle \xi ={\frac {\hbar }{2{\sqrt {m|a|}}}}},
где {\displaystyle \hbar } — сводная постоянная Планка, {\displaystyle m} — масса электрона, {\displaystyle a} — параметр, который входит в уравнение Гинзбурга — Ландау. В области вблизи критической температуры температурная зависимость параметра {\displaystyle a} задается уравнением
{\displaystyle a=\alpha (T_{c}-T)},
где {\displaystyle T} — температура, {\displaystyle T_{c}} — критическая температура, {\displaystyle \alpha } — определённый коэффициент пропорциональности. В теории БКШ:
{\displaystyle \xi _{BCS}={\frac {\hbar v_{f}}{\pi \Delta }}}
где {\displaystyle m} масса куперовской пары (удвоенная масса электрона), {\displaystyle v_{f}} фермиевская скорость, {\displaystyle \Delta } сверхпроводящая щель.
Отношение {\displaystyle \kappa =\lambda /\xi }, где {\displaystyle \lambda } лондоновская глубина проникновения, — известно как параметр Гинзбурга — Ландау. Сверхпроводники первого типа имеют значение этого параметра в диапазоне {\displaystyle 0<\kappa <1/{\sqrt {2}}}, а сверхпроводники второго типа удовлетворяют соотношению {\displaystyle \kappa >1/{\sqrt {2}}}.
Для температур T вблизи сверхпроводящего перехода Tc , ξ(T) ∝ (1-T/Tc)−1.
Теория Гинзбурга — Ландау применима тогда, когда длина когерентности {\displaystyle \xi } намного больше характерных размеров куперовской пары {\displaystyle \xi _{0}}. Такое требование выполняется вблизи фазового перехода в нормальное состояние.